# 拉特纳西里·维克勒马纳亚克
拉特纳西里·维克勒马纳亚克（1933年5月5日—2016年12月27日），斯里兰卡政治家，2000年及2005年两度获委任为斯里兰卡总理。
维克勒马纳亚克曾担任过斯里兰卡自由党领袖和多个部长职务，并于2000年8月至2001年12月担任过斯里兰卡总理。后任公安、法律与秩序部长。2005年11月21日被斯里兰卡新总统马欣达·拉贾帕克萨任命为斯里兰卡新总理。